# SET IT OFF
『SET IT OFF』（Set It Off, セット・イット・オフ）は、1996年製作のアメリカ合衆国の映画。

## ストーリー
銀行員のフランキー（ヴィヴィカ・フォックス）の目前で、銀行強盗を働いた知り合いのダニエルが射殺された。フランキーはダニエルの手引きしたと疑われ銀行を解雇される。ビルの清掃をしている仲良しのストーニー（ジェイダ・ビンケット）、クレオ（クィーン・ラティーファ）、T・T（キンバリー・エリス）に加わったフランキーは、腹いせに銀行強盗を持ちかける。初めは取り合わなかった3人だが、ストーニーの弟スティーヴが銀行強盗の犯人と間違えられて射殺されたり、T・Tの子供の養育問題など、彼女たちに様々な不幸が重なり、銀行襲撃を決意する。最初のロサンゼルス銀行の襲撃が成功し、次いでバルボア銀行を襲う。どうにか逃げ切った4人の手元に29万6千ドルもの大金が転がり込むが、職場の同僚ルーサーに持ち逃げされ、ついに殺人を犯すが、結局29万6千ドルは戻らなかった。罪悪感、焦藻感、様々な想いがよぎる中、彼女たちは最後の銀行襲撃を計画する。ターゲットは連邦銀行だ。だが、ストーニーの弟を誤って射殺したストロード刑事（ジョン・C・マッギンリー）は罪悪感に捕われながらも、彼女らを本命とにらんで追っていた。決行の日。四人は金を奪うのには成功するがそこにストロードがかけつけ、混乱の中、T・Tは撃たれて死んだ。逃亡を続ける3人だが、追い詰められ、クレオは雄々しく立ち向かって銃弾の雨に果てた。ストーニーはフランキーとバスに乗り込んで高飛びする寸前、ストロードに制止され、降伏を拒否してフランキーの眼前で銃殺された。ただひとり金を持って逃れられたフランキーは田舎へ向かい、頭を刈り上げ、生まれ変わって生きのびるのだった。

## キャスト
| 役名               | 俳優                         | 日本語吹替 |
| ------------------ | ---------------------------- | ---------- |
| ストーニー         | ジェイダ・ピンケット＝スミス | 山像かおり |
| クレオ             | クィーン・ラティファ         | くじら     |
| T・T               | キンバリー・エリス           | 柊美冬     |
| フランキー         | ヴィヴィカ・A・フォックス    | 三石琴乃   |
| ストロード刑事     | ジョン・C・マッギンリー      | 石塚運昇   |
| キース・ウェストン | ブレア・アンダーウッド       |            |
| ブラック・サム     | ドクター・ドレー             |            |